# ヘイウッド郡 (ノースカロライナ州)
ヘイウッド郡（英: Haywood County）は、アメリカ合衆国ノースカロライナ州の西部に位置する郡である。2010年国勢調査での人口は59,036人であり、2000年の54,033人から9.3%増加した。郡庁所在地はウェインズビル町（人口9,869人）であり、同郡で人口最大の町でもある。
ヘイウッド郡はアシュビル大都市圏に属している。

## 歴史
ヘイウッド郡は1808年にバンコム郡から分離して設立された。郡名は1787年から1827年までノースカロライナ州財務長官を務めたジョン・ヘイウッドに因んで名付けられた。
1828年、郡の西部がメイコン郡となった。1851年ヘイウッド郡とメイコン郡の一部を合わせ、ジャクソン郡が設立された。

## 郡政府
ヘイウッド郡は地域の自治体委員会であるサウスウェスタン委員会のメンバーである。
チェロキー族インディアン東部バンドの居留地であるクアラ・バウンダリーの部分が郡内にある。この居留地の土地と住民は、郡や州の法よりも部族と連邦法に従っている。

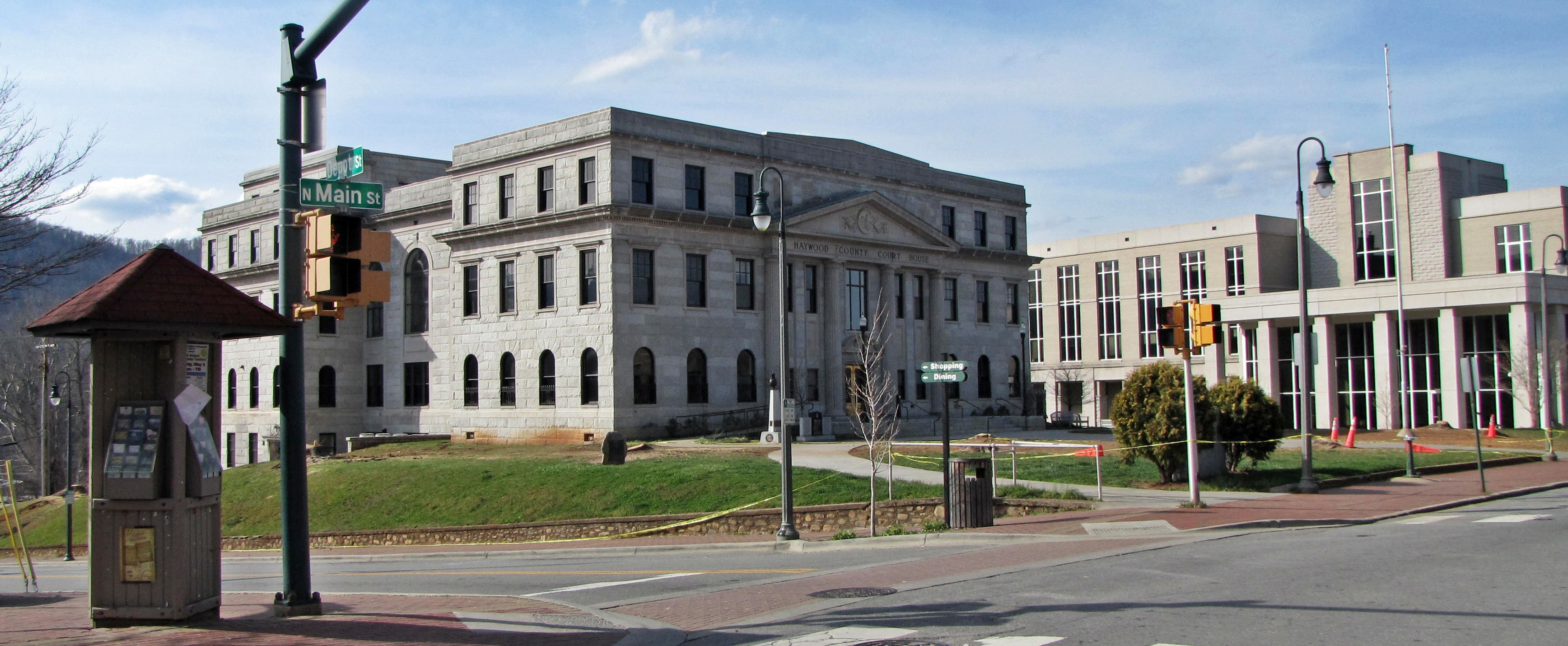
ウェインズビル町にあるヘイウッド郡庁舎

## 地理
アメリカ合衆国国勢調査局に拠れば、郡域全面積は555平方マイル (1,437.4 km2)であり、このうち陸地554平方マイル (1,434.9 km2)、水域は1平方マイル (2.6 km2)で水域率は0.17%である。
ピジョン川の水源が郡内にある。全ての川が出て行き、入ってくる川が無い郡として州内唯一のものである。
ブルーリッジ山脈の中に位置し、その支脈である西のグレート・スモーキー山脈、南のプロット・バルサムズやグレート・バルサム山脈の部分も入っている。著名な山としては標高6,030フィート (1,840 m) のコールド山、5,835フィート (1,779 m) のスターリング山、6,410フィート (1,950 m) のリッチランド・バルサムがある。ガイオット山は標高6,621フィート (2.018 m) で郡内最高地点であり、ミシシッピ川以東の山では第4位である。郡南東部にあるブラック・バルサム山脈のブラック・バルサム・ノブはアパラチア山脈の中でも最高のはげ山である。ヘイウッド郡はミシシッピ川以東の郡で標高が最も高い郡と見なされ、平均標高は3,600フィート (1095m) である。
グレート・スモーキー山脈国立公園の一部が郡北西部、マギー・バレーの北にある。標高6,000フィート (1.800 m) 以上の山が幾つかあり、この公園の郡内に入る領域には、大きなキャンプ場や、19世紀と20世紀初期の歴史的な建物幾つかがあるカタルーチーが入っている。その他の保護地域としては、最北東部と南部にピスガー国立の森のかなりの部分が入っている。

### 郡区
ヘイウッド郡は15つの郡区に分割されている。ビーバーダム、ベセル、カタルーチー、セシル、クライド、クラブツリー、クルーゾ、イーストフォーク、ファインズクリーク、アイアンダフ、アイビーヒル、ジョナサンクリーク、ピジョン、ウェインズビル、ホワイトオークの各郡区である。

### 交通

#### 主要高規格道路
- 州間高速道路40号線
- アメリカ国道19号線
- アメリカ国道23号線
- アメリカ国道74号線
- アメリカ国道276号線
- ノースカロライナ州道110号線
- ノースカロライナ州道209号線
- ノースカロライナ州道215号線

#### 鉄道
ノーフォーク・サザン鉄道がヘイウッド郡を通るマーフィ支線の一部を運行しており、国内の他地域とを鉄道で繋いでいる。ノーフォーク・サザン鉄道はカントンで小さな操車場を運営しており、これが直接エバーグリーン包装用紙会社の用に供している。また幾つか地方線も始めている。

### 隣接する郡
- コック郡 (テネシー州) - 北
- マディソン郡 - 北東
- バンコム郡 - 東
- ヘンダーソン郡 - 南東
- トランシルベニア郡 - 南
- ジャクソン郡 - 南西
- スウェイン郡 - 西
- セビア郡 (テネシー州)  - 北西

### 国立保護地域
- ブルーリッジ・パークウェイ（部分）
- グレート・スモーキー山脈国立公園（部分）
- ピスガー国立の森（部分）

## 人口動態
以下は2000年国勢調査による人口統計データである。
| 基礎データ - 人口: 54,003人 - 世帯数: 23,100 世帯 - 家族数: 16,054 家族 - 人口密度: 38人/km2（98人/mi2） - 住居数: 28,640軒 - 住居密度: 20軒/km2（52軒/mi2） 人種別人口構成 - 白人: 96.85% - アフリカン・アメリカン: 1.27% - ネイティブ・アメリカン: 0.49% - アジア人: 0.21% - 太平洋諸島系: 0.04% - その他の人種: 0.44% - 混血: 0.71% - ヒスパニック・ラテン系: 1.41% 先祖による構成 - アメリカ人：30.8% - イギリス系：12.9% - ドイツ系：12.0% - アイルランド系：10.4% - スコットランド・アイルランド系：8.3% 言語による構成 - 英語：97.1% - スペイン語：1.9% | 年齢別人口構成 - 18歳未満: 20.8% - 18-24歳: 6.2% - 25-44歳: 26.9% - 45-64歳: 27.1% - 65歳以上: 19.0% - 年齢の中央値: 42歳 - 性比（女性100人あたり男性の人口） - 総人口: 92.0 - 18歳以上: 88.7 世帯と家族（対世帯数） - 18歳未満の子供がいる: 26.2% - 結婚・同居している夫婦: 56.7% - 未婚・離婚・死別女性が世帯主: 9.5% - 非家族世帯: 30.5% - 単身世帯: 26.7% - 65歳以上の老人1人暮らし: 12.3% - 平均構成人数 - 世帯: 2.30人 - 家族: 2.76人 | 収入と家計 - 収入の中央値 - 世帯: 33,922米ドル - 家族: 40,438米ドル - 性別 - 男性: 30,731米ドル - 女性: 21,750米ドル - 人口1人あたり収入: 18,554米ドル - 貧困線以下 - 対人口: 11.5% - 対家族数: 8.1% - 18歳未満: 17.4% - 65歳以上: 10.3% |

## 都市と町

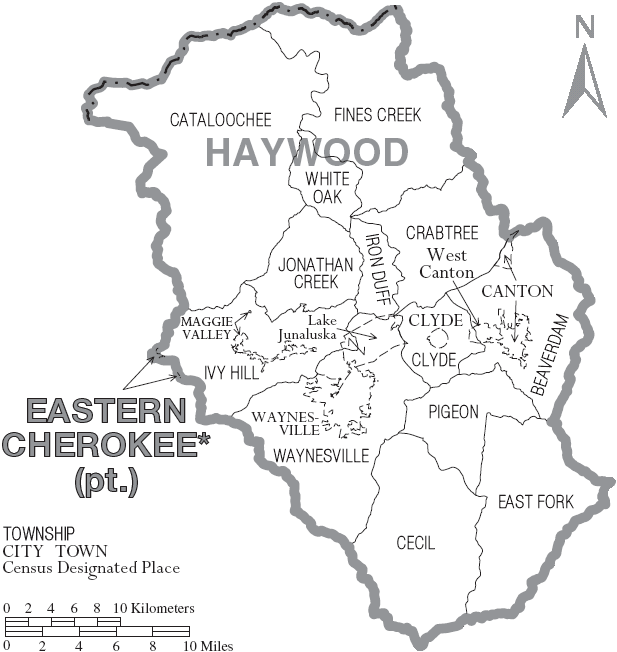
ヘイウッド郡の自治体と郡区

- カントン
- クライド
- レイクジュナラスカ（未編入）
- マギーバレー
- ウェインズビル - 郡庁所在地
- ウェストカントン（未編入）

## 教育
ヘイウッド郡教育学区には幼稚園前から12年生までを教える16の学校がある。高校4校、中学校3校、小学校9校がある。

### タスコラとピスガーのライバル関係
ヘイウッド郡教育学区の中で、ウェインズビルのタスコラ高校（マウンテニアズ）とカントンのピスガー高校（ブラックベアーズ）は州内でも有数の激しいライバル関係にある。毎年秋には両校のフットボールチームが郡選手権を戦い、15,000人の観衆を集める。対戦成績はタスコラの23勝22敗1引き分けであり、最近はピスガーに勝っている。

## 大衆文化の中で
郡南東部のピスガー国立の森の中にあるコールド山は、チャールズ・フレイジャーの小説『コールドマウンテン』の題材になり、この小説をもとにした映画『コールド マウンテン』は2003年にミラマックスから配給された。